# Виправленому вірити
«Виправленому вірити» (рос. «Исправленному верить») — радянський художній фільм 1959 року режисера Віктора Жиліна.

## Сюжет
Відсидівши рік за хуліганство в тюрмі, Андрій Коваленко повертається на судноремонтний завод і починає чесне трудове життя. Але його біографія стає приманкою для злодія і рецидивіста Греня, який багато років орудує в цих краях. Незабаром друзі і кохана дівчина Зоя дізнаються, що він затриманий міліцією і підозрюється в крадіжці. Однак вони абсолютно впевнені в його невинності...

## У ролях
- Володимир Гусєв
- Майя Менглет
- Георгій Жжонов
- Григорій Михайлов
- Борис Сабуров
- Леонід Чініджанц
- Зінаїда Сорочинська
- Павло Михайлов
- Федір Радчук
- Іван Коваль-Самборський
- Юрій Горобець
- Саша Єрасов
- Володя Куликов
- Микола Засєєв-Руденко
- Олексій Бахар
- Володимир Євченко
- Микола Фалєєв

## Творча група
- Сценарій: Данило Храбровицький
- Режисер: Віктор Жилін
- Оператор: Юрій Романовський
- Композитор: Андрій Ешпай